# Liga de Voleibol Argentina 2021-22
La Liga de Voleibol Argentina 2021-22 fue la vigésima sexta edición del certamen profesional de máxima división de equipos de vóley en la Argentina.
UPCN San Juan Vóley se consagró campeón al vencer a Ciudad Vóley en la final por segundo año consecutivo.

## Equipos participantes
| Club                   | Ciudad                      |
| ---------------------- | --------------------------- |
| Once Unidos            | Mar del Plata, Buenos Aires |
| Ciudad Vóley           | Ciudad de Buenos Aires      |
| UVT Vóley              | Trinidad, San Juan          |
| Obras                  | San Juan, San Juan          |
| Defensores de Banfield | Banfield, Buenos Aires      |
| Club Atlético Paracao  | Paraná, Entre Rios          |
| UPCN San Juan Vóley    | San Juan, San Juan          |
| Monteros Vóley Club    | Monteros, Tucumán           |
| River Plate            | Ciudad de Buenos Aires      |
| Gigantes del Sur       | Neuquén, Neuquén            |
| Policial Vóley         | Formosa, Formosa            |

### Distribución geográfica de los equipos
| Jurisdicción                    | Cant. | Equipos                                |
| ------------------------------- | ----- | -------------------------------------- |
| Provincia de San Juan           | 3     | UPCN San Juan Vóley, Obras y UVT Vóley |
| Provincia de Buenos Aires       | 2     | Once Unidos y Defensores de Banfield   |
| Ciudad Autónoma de Buenos Aires | 2     | Ciudad Vóley y River Plate             |
| Provincia de Tucumán            | 1     | Monteros Vóley Club                    |
| Provincia de Entre Ríos         | 1     | Club Atlético Paracao                  |
| Provincia del Neuquén           | 1     | Gigantes del Sur                       |
| Provincia de Formosa            | 1     | Policial Vóley                         |

## Modo de disputa
Primero se disputó una fase regular todos contra todos, dónde los 8 mejores clasificaron a cuartos de final. Los playoffs se jugó ida y vuelta a dos partidos, exceptuando los partidos desempate, y la final que se jugó a 3 partidos.

## Fase regular
| Pos. | Equipo                 | Pts | Partidos | Partidos | Partidos |
| Pos. | Equipo                 | Pts | PJ       | PG       | PP       |
| ---- | ---------------------- | --- | -------- | -------- | -------- |
| 1.º  | Ciudad Vóley           | 49  | 20       | 17       | 3        |
| 2.º  | Policial Vóley         | 45  | 20       | 16       | 4        |
| 3.º  | UPCN San Juan Vóley    | 43  | 20       | 15       | 5        |
| 4.º  | Once Unidos            | 40  | 20       | 12       | 8        |
| 5.º  | Club Atlético Paracao  | 32  | 20       | 11       | 9        |
| 6.º  | River Plate            | 31  | 20       | 10       | 10       |
| 7.º  | Obras                  | 29  | 20       | 9        | 11       |
| 8.º  | Monteros Vóley         | 20  | 20       | 6        | 14       |
| 9.º  | Defensores de Banfield | 19  | 20       | 6        | 14       |
| 10.º | UVT Vóley              | 16  | 20       | 6        | 14       |
| 11.º | Gigantes del Sur       | 6   | 20       | 2        | 18       |

|  | Clasificados a cuartos de final. |

## Playoffs
|  | Cuartos de final         | Cuartos de final         | Cuartos de final |                |                          | Semifinales              | Semifinales | Semifinales |  |                          | Final                    | Final | Final |  |
|  |                          |                          |                  |                |                          |                          |             |             |  |                          |                          |       |       |  |
|  |                          |                          |                  |                |                          |                          |             |             |  |                          |                          |       |       |  |
|  | UPCN San Juan Voley Club | UPCN San Juan Voley Club | 2                |                |                          |                          |             |             |  |                          |                          |       |       |  |
|  | UPCN San Juan Voley Club | UPCN San Juan Voley Club | 2                |                |                          |                          |             |             |  |                          |                          |       |       |  |
|  | River Plate              | River Plate              | 0                |                |                          |                          |             |             |  |                          |                          |       |       |  |
|  | River Plate              | River Plate              | 0                |                | UPCN San Juan Voley Club | UPCN San Juan Voley Club | 2           |             |  |                          |                          |       |       |  |
|  |                          |                          |                  |                | UPCN San Juan Voley Club | UPCN San Juan Voley Club | 2           |             |  |                          |                          |       |       |  |
|  |                          |                          | Policial voley   | Policial voley | 0                        |                          |             |             |  |                          |                          |       |       |  |
|  | Obras                    | Obras                    | Policial voley   | Policial voley | 0                        | 0                        |             |             |  |                          |                          |       |       |  |
|  | Obras                    | Obras                    |                  |                |                          |                          |             |             |  |                          |                          |       |       |  |
|  | Policial Vóley           | Policial Vóley           | 2                |                |                          |                          |             |             |  |                          |                          |       |       |  |
|  | Policial Vóley           | Policial Vóley           | 2                |                |                          |                          |             |             |  | UPCN San Juan Voley Club | UPCN San Juan Voley Club | 3     |       |  |
|  |                          |                          |                  |                |                          |                          |             |             |  | UPCN San Juan Voley Club | UPCN San Juan Voley Club | 3     |       |  |
|  |                          |                          | Ciudad Voley     | Ciudad Voley   | 1                        |                          |             |             |  |                          |                          |       |       |  |
|  | Ciudad Voley             | Ciudad Voley             | Ciudad Voley     | Ciudad Voley   | 1                        | 2                        |             |             |  |                          |                          |       |       |  |
|  | Ciudad Voley             | Ciudad Voley             |                  |                |                          |                          |             |             |  |                          |                          |       |       |  |
|  | Monteros Vóley           | Monteros Vóley           | 0                |                |                          |                          |             |             |  |                          |                          |       |       |  |
|  | Monteros Vóley           | Monteros Vóley           | 0                |                | Ciudad Voley             | Ciudad Voley             | 2           |             |  |                          |                          |       |       |  |
|  |                          |                          |                  |                | Ciudad Voley             | Ciudad Voley             | 2           |             |  |                          |                          |       |       |  |
|  |                          |                          | Once Unidos      | Once Unidos    | 0                        |                          |             |             |  |                          |                          |       |       |  |
|  | Once Unidos              | Once Unidos              | Once Unidos      | Once Unidos    | 0                        | 3                        |             |             |  |                          |                          |       |       |  |
|  | Once Unidos              | Once Unidos              |                  |                |                          |                          |             |             |  |                          |                          |       |       |  |
|  | Club Atlético Paracao    | Club Atlético Paracao    | 1                |                |                          |                          |             |             |  |                          |                          |       |       |  |
|  | Club Atlético Paracao    | Club Atlético Paracao    | 1                |                |                          |                          |             |             |  |                          |                          |       |       |  |
|  |                          |                          |                  |                |                          |                          |             |             |  |                          |                          |       |       |  |

UPCN San Juan Vóley se consagró bicampeón.